# NGC 7417
NGC 7417 (другие обозначения — PGC 70113, ESO 109-28) — галактика в созвездии Тукан.
Этот объект входит в число перечисленных в оригинальной редакции «Нового общего каталога».